# Полянский, Мотл Срулевич
Мотл Сру́левич Поля́нский (идиш מאָטל פּאָליאַנסקי‎‎; 1910, Секуряны, Хотинский уезд, Бессарабская губерния — 2008, Израиль) — советский еврейский театральный композитор и песенник.

## Биография
Родился в 1910 (по другим данным в 1913) году в северном бессарабском местечке Секуряны (в годы румынского суверенитета — Секурень, ныне Сокиряны — райцентр Сокирянского района Черновицкой области Украины). Учился в Бухарестской академии музыки по классу композиции у Михаила Жоры. В Бухаресте же начал работать в еврейском театре у Янкева Штернберга, был дружен с начинающим прозаиком Ихилом Шрайбманом, который работал там же суфлёром.
Перед присоединением Бессарабии к СССР вернулся в Секуряны, затем жил в Единцах. В годы Великой Отечественной войны (1941—1944) — был интернирован в Шаргородском гетто, где большая часть членов его семьи погибла.
С 1945 года жил в Черновцах, преподавал в музыкальной школе, был заведующим музыкальной частью располагавшегося в Черновцах после войны Киевского государственного еврейского театра (Киевский ГОСЕТ) и автором музыки к спектаклям Бухарестского еврейского театра и Кишинёвского государственного еврейского театра (Кишинёвский ГОСЕТ). В 1960-е годы писал музыку для образованного в Кишинёве Еврейского народного театра.
Мотл Полянский — автор множества песен на стихи еврейских поэтов на идише, таких как Шике Дриз, Хаим Бейдер, Ицик Мангер, Янкев Штернберг, Мойше Тейф, Изи Харик, Ицик Фефер, Лейб Квитко, Аврум Гонтарь, Мотл Талалаевский, Йосл Лернер, Шлойме Ройтман, Меер Харац, Дора Тейтельбойм, Фроим Ройтман, Шолом-Алейхем, Мойше Гершензон, Зише Багиш, Гирш Блоштейн, Довид Сфард, Мотл Сакциер. Песни Мотла Полянского исполняли Сидор Беларский, Эмиль Горовец, Марк Айзикович, Тамара Гвердцители, Лейбу Левин, Марина Гордон, Йейл Стром, Эдриен Купер. Эти песни вошли в различные антологии еврейской песни, изданные в разных странах (см. например Иче Гольдберг «Ломир киндэр зинген» — давайте, дети, петь. Kinderbukh Publications: Нью-Йорк, 1970, с. 128—129).
На протяжении 1960—1980-х годов сотрудничал с московским литературным журналом на идише «Советиш Геймланд» (Советская родина), публиковал очерки и музыкальные рецензии. С 1991 года — в Израиле, где в 1985 году вышел том его избранной беллетристики и воспоминаний «А лойб дэм мэнч» (Хвала человеку), а в 1994 году — сборник песен на идише с нотами. Умер в ноябре 2008 года.

## Книги М. Полянского
- א לויב דעם מענטש: בלעטלעך פון מײַן לעבנס־קאלענדאר (а лойб дэм мэнч: блэтлэх фун майн лэбмс-календар — хвала человеку: листки из календаря моей жизни). И.—Л. Перец Фарлаг: Тель-Авив, 1985 и 1994. — 298 с[11].
- אײן-און-פֿערציק מוזיק לידער צו טעקסטן פֿון ייִדישע דיכטער (эйн-ун-фэрцик музик-лидэр цу текстн фун идише дихтэр — 41 песня на тексты еврейских поэтов). И.—Л. Перец Фарлаг: Тель-Авив, 1994. — 82 с[12].